# 拉扎罗·斯帕兰扎尼
拉扎罗·斯帕兰扎尼（義大利語：Lazzaro Spallanzani，義大利語發音：[ˈladdzaro spallanˈtsaːni]；1729年1月10日—1799年2月12日）是意大利的天主教牧师、生物学家、生理学家，主要贡献为生理功能、动物繁殖、動物回聲定位方面的实验研究。他对于生源说方面的相关研究动摇了先成论的基石（虽然最终由路易·巴斯德将该理论彻底驳倒）。